# Feldmann Sándor
Feldmann Sándor (Galánta, 1890. október 19. – Rochester, 1973. március 24.) magyar orvos, pszichoanalitikus, ideggyógyász, a „budapesti Stekel”.

## Élete
Feldmann Mózes pesti rabbi fiaként született zsidó családban. A budapesti tudományegyetemen szerzett orvosi diplomát. A pszichózis gyógyításának egyik magyarországi úttörője volt. Kutatásait és egész munkásságát a praktikusság jellemzi. Elsősorban gyógyítani akart és éppen ezért felfogásában nem ragaszkodott szigorúan a pszichoanalízis Sigmund Freud nézeteihez, hanem a másik híres pszichoanalitikusnak, Alfred Adlernek az eredményeit is elfogadta és alkalmazta, amennyiben azoknak praktikus hasznuk volt A Független Orvosanalitikusok Egyesületének elnöke volt és szóval és írásban értékes tevékenységet fejtett ki a pszichoanalízis népszerűsítése érdekében. Budapesten és vidéki városokban állandó jelleggel tartott előadásokat, külföldi és magyar tudományos folyóiratokban és évkönyvekben, valamint napilapokban jelentek meg cikkei és tanulmányai, de számos könyvet is írt.

## Könyvei
- A férfi impotentiája és annak gyógyitása. Pszichoanalitikai tanulmány, Budapest, 1924.[5][6]
- A férfi potenciazavarainak pszihés kezelése, Budapest, 1925.[7]
- Az ideges félelem. És egyéb fejezetek a pszichopatológia köréből, Budapest, 1925.[7] (új kiadás: Budapest, 1998.)[8]
- A nő ösztönélete. Pszichanalitikai tanulmány a szexuálpatológia köréből. Orvosoknak és szakembereknek, Budapest, 1926.[7][9]
- A különböző lélekelemző iskolák és azok gyakorlati jelentősége, Budapest. 1928.[7]
- A férfi ösztönélete. A férfi szexuálpatológia. A születéstől az apaságig. Nemi, társadalmi és erkölcsi vonatkozásban. A pszichoanalízis fejlődése napjainkig, Budapest, 1930.[7][10]
- Idegesség és ösztönélet. Tanulmányok a pszichopatologia és szexualpatologia köréből, Budapest, 1928.[7][11]

Lefordította:
- Dr. th. H. Van de Velde: A házastársak elhidegülése. Keletkezése és legyőzése, Budapest, 1926.[7][12]
- Dr. th. H. Van de Velde: A tökéletes házasság. Élettana és megvalósítása, Budapest, 1925[7][13] (A tökéletes szerelem címmel is)[14]
- Stekel Vilmos: A fejfájás, migrén és egyéb ideges fájdalmak: pszichanalitikai tanulmány, Budapest, 1927.[7]